# Симанто
Сима́нто (яп. 四万十川) — река в Японии, самая длинная река на острове Сикоку.
Длина реки — 196 км. Площадь водосборного бассейна — 2186 км².
Исток реки находится под горой Ирадзу (不入山, высотой 1336 м), на территории посёлка Цуно (префектура Коти). Оттуда Симанто течёт на юг, в одноимённом посёлке поворачивает на запад. Ниже в неё впадает река Юдзухара (梼原川). В городе Симанто река вновь поворачивает на юг, после чего в неё впадают реки Хироми (яп. 広見川), Мегуро (яп. 目黒川) и Куросон (яп. 黒尊川, также Кокусон). Ниже Сада Симанто протекает по равнине Накамура (яп. 中村平野). На равнине в неё впадают притоки Усиро (яп. 後川) и Накасудзи (яп. 中筋川), после чего она впадает в Тихий океан.
Впадает в залив Тоса Филиппинского моря.
Одна из немногих рек Японии, которая не имеет на своём русле гидротехнических сооружений, так как течёт по индустриально неразвитой местности. Через реку перекинуто большое количества низко лежащих мостов тинка-баси (яп. 沈下橋) без перил, что повышает их устойчивость к наводнениям.
Около 95 % бассейна реки занимают горы (природная растительность), около 4 % — сельскохозяйственные земли, около 1 % застроено.
Расход воды составляет 119,2 м³/с (Гудо).
Участок прибрежных вод площадью 102 км² у устья реки считаются экологически или биологически значимой морской зоной (生物多様性の観点から重要度の高い海域) и являются характерной экосистемой песчаного дна, в устье произрастает взморник японский.